# Cryptosepalum maraviense
Cryptosepalum maraviense är en ärtväxtart som beskrevs av Daniel Oliver. Cryptosepalum maraviense ingår i släktet Cryptosepalum, och familjen ärtväxter. Inga underarter finns listade i Catalogue of Life.

## Bildgalleri

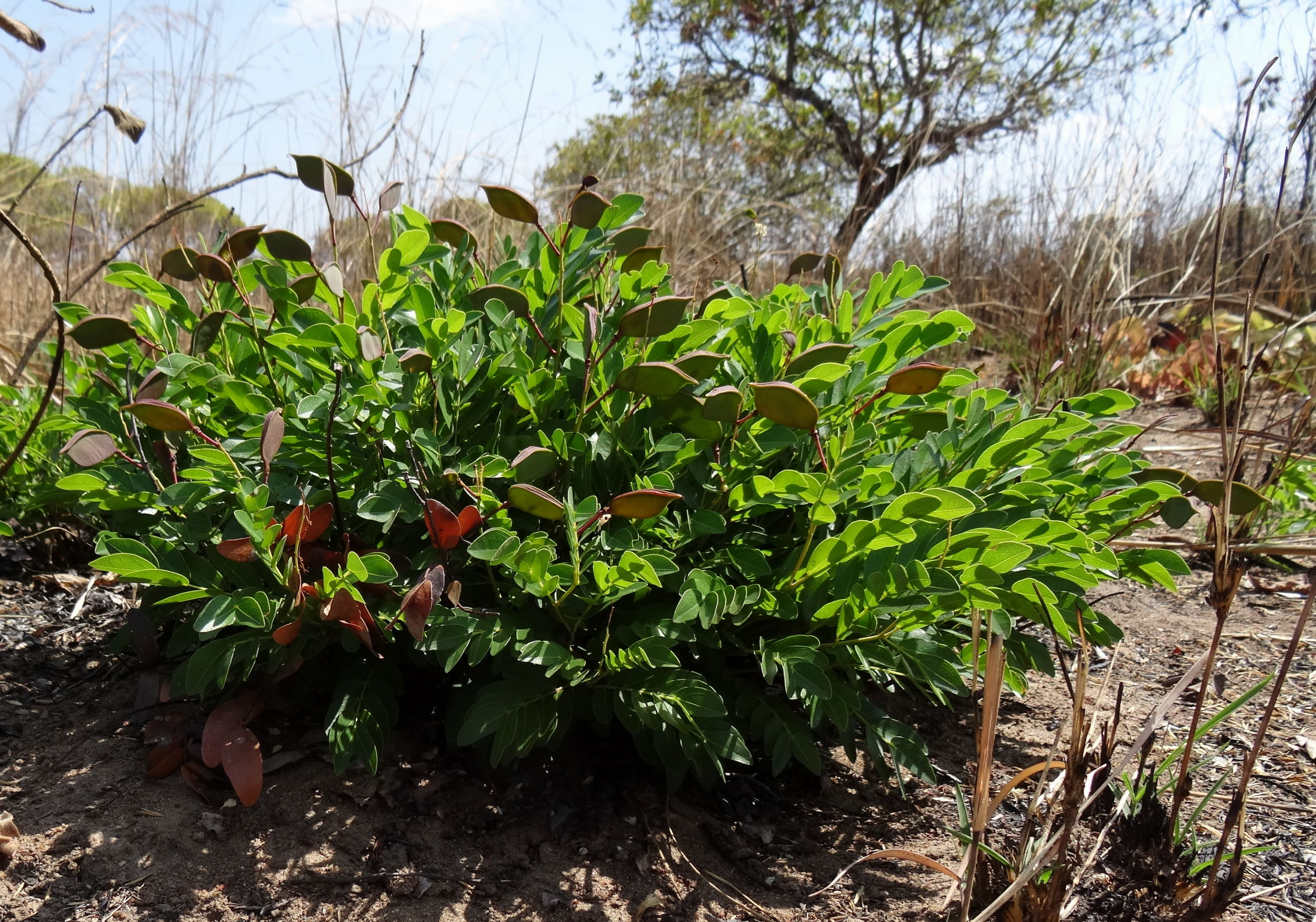